# Kolë Idromeno
Kolë Idromeno (Nikolla Kolë Idromeno in albanese ˌniˈkɔɫa kɔl ˈidɾɔˌmɛnɔ) (Scutari, 15 agosto 1860 – Scutari, 12 dicembre 1939) è stato un fotografo, pittore, scultore, architetto, direttore della fotografia, musicista e ingegnere albanese, durante il Rinascimento albanese nel XIX secolo. In Albania è ampiamente considerato un precursore del realismo e dell'arte paesaggistica.

Firma di Kolë Idromeno

Kolë Idromeno nacque a Scutari, che a quel tempo faceva parte dell'Impero ottomano ed era il centro della cultura e della religione albanese. All'età di 16 anni, si trasferì a Venezia per sei mesi e iniziò i suoi studi all'Accademia di belle arti di Venezia. Successivamente viaggiò in tutta Europa per poi tornare a Scutari. Lavorò essenzialmente in vari campi artistici e si impegnò fortemente per l'indipendenza dell'Albania, per cui fu costretto ad emigrare a Dulcigno.
Tra le sue opere più importanti ci sono una serie di dipinti in cui ha cercato di rappresentare gli aspetti sociali della vita quotidiana, i costumi e la religione esattamente come appaiono. Si è anche distinto per il suo ricco uso di colori e sfumature decorative con alcuni elementi etnografici e paesaggi che raffigurano luoghi a Scutari o nelle vicinanze.
Come architetto, disegnò progetti per una cinquantina di edifici sia privati che pubblici. Progettò diverse strutture industriali, banche, il cinema Rozafa e il caffè Kafja e Madhe. Anche il soffitto a cassettoni della Cattedrale di Santo Stefano di Scutari, che è una delle più grandi cattedrali dei Balcani, fu progettato da Kolë Idromeno.

## Biografia

### Vita

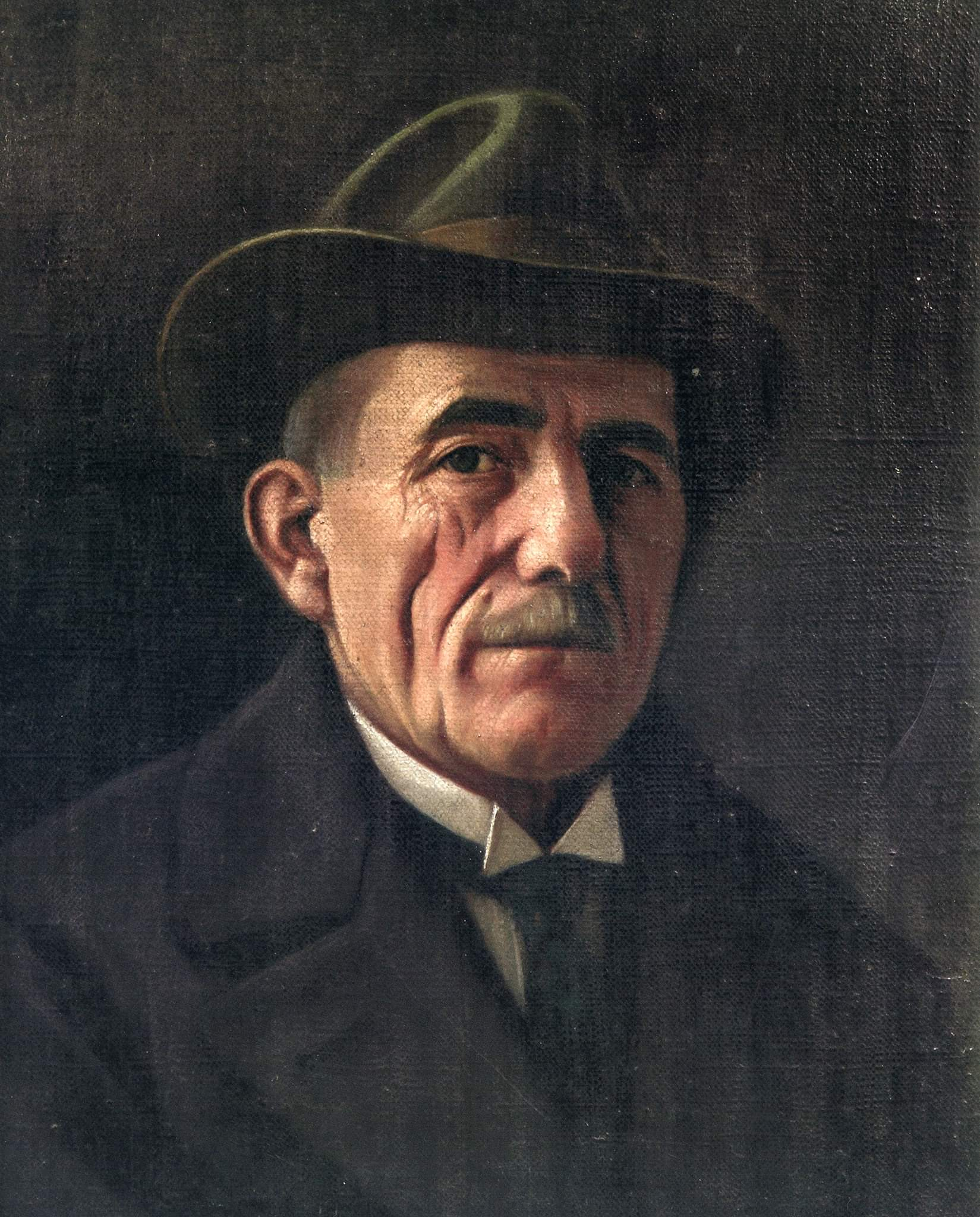
Autoritratto di Kolë Idromeno

Originario di Cham nacque il 15 agosto 1860 a Scutari. Suo padre, Arsen Idromeno, era originariamente un albanese di Cham di Arta (Grecia) ma risiedette per la maggior parte della sua vita a Scutari, dove lavorò come imprenditore edile e sposò la residente locale Roza Saraçi. Nella sua città natale Scutari, Pjetër Marubi, un caro amico di famiglia, tenne lezioni di fotografia a Kolë e iniziò all'età di undici anni a dipingere i suoi primi dipinti con acquerelli. Con la compulsione e il sostegno di Marubi, si trasferì a Venezia e rimase per alcuni mesi all'Accademia di Belle Arti di Venezia. Successivamente, lavorò nello studio di un pittore italiano.
Dopo gli studi a Venezia, iniziò a viaggiare per l'Europa e decise di tornare nella sua città natale nel 1878. Lì, si impegnò in una serie di diverse attività, lavorando nel campo dell'architettura, della scultura, della fotografia, della pittura, della composizione, della scenografia e dell'ingegneria.

## Carriera

### Lavoro

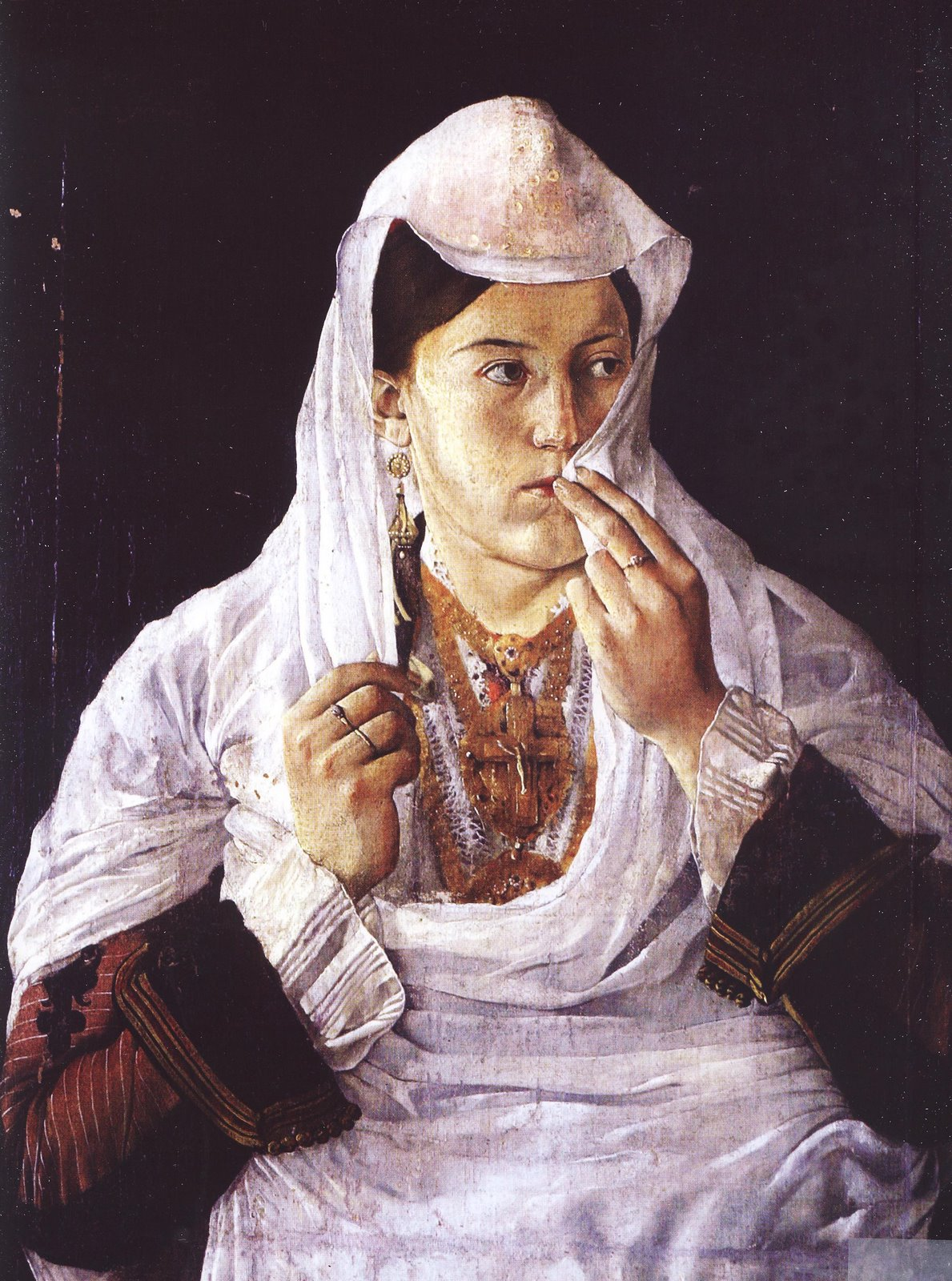
Motra Tone

Kolë Idromeno è considerato il fondatore del realismo nel paese e il più importante pittore del Rinascimento albanese, iniziato nel XIX secolo. È indicato come il Michelangelo d'Albania. Idromeno creò uno studio fotografico molto attivo e fu il primo artista a proiettare film nel paese nel 1912. Inoltre, aveva mantenuto una corrispondenza con i fratelli Lumière a Parigi. Nel 1923, Idromeno fu il promotore della prima mostra d'arte a Scutari e fu rappresentato nella prima mostra d'arte nazionale a Tirana nel 1931.
Fino al 1896, Idromeno dipinse principalmente quadri con temi religiosi. Successivamente, dipinse probabilmente le prime immagini secolari e realistiche albanesi con illustrazioni di eventi storici e motivi quotidiani come festival e costumi come Dasma Shkodrane. Seguì per dipingere vari paesaggi, Oborri i Shtëpisë Shkodrane e divenne il primo paesaggista della moderna arte albanese. La sua opera più famosa è Motra Tone, che mostra sua sorella Tona. Questa opera d'arte viene talvolta definita la Mona Lisa albanese. Le sue opere sono state rappresentate in mostre internazionali come Budapest (1900) e New York (1939).
Uno dei suoi lavori migliori, non molto popolare, è il ritratto di Giorgio Castriota Scanderbeg dipinto nel 1889. Il suo proprietario è incerto e il dipinto non è mai stato mostrato in pubblico. Come architetto, Idromeno ha inciso il suo nome in molti oggetti noti a Scutari. L'elenco comprende Kafja e Madhe, la Cattedrale di Santo Stefano (Scutari), la Chiesa di Shirokë, la prima stazione elettrica della città, l'edificio Radovan, l'edificio della Prefettura, la moschea di Parrucë e la maggior parte delle ville residenziali lungo il viale principale nel centro storico settentrionale di Scutari.